# صدى الضوء

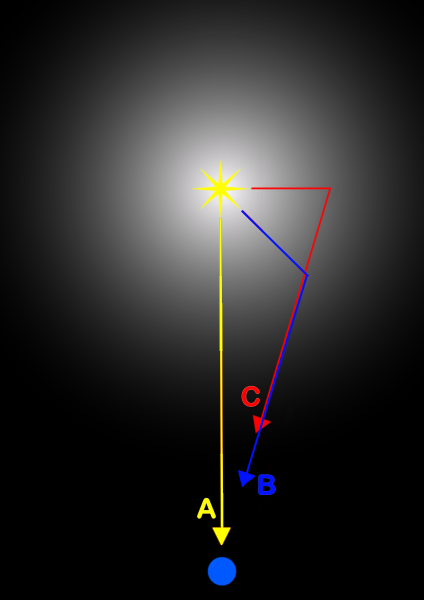
يصل الضوء العاكس الذي يتبع المسار B بعد فترة وجيزة من الومضة المباشرة التالية لمسار A ولكن قبل أن يتبع الضوء على المسار C. C و C نفس المسافة الظاهرية من النجم كما تُرى من الأرض.

صدى الضوء هو ظاهرة فيزيائية ناجمة عن انعكاس ضوء على الأسطح البعيدة عن المصدر، ويصل إلى المراقب مع وجود تأخر بالنسبة لهذه المسافة. وتشبه هذه الظاهرة لصدى الصوت، ولكن بسبب السرعة العالية للضوء، فإنها تظهر في الغالب على مسافات فلكية. 
على سبيل المثال، يتم إنتاج صدى ضوئي عند انعكاس وميض مفاجئ من مستعر غبار كوني، ويصل إلى المشاهد بعد مدة أطول مما كان سيأخذ مع مسار مباشر. بسبب هندستها، ويمكن لأصداء الضوء أن تُنتج وهم سرعات فائقة.

## التفسير

المسافة المقطوعة من تركيز واحد إلى آخر، عبر نقطة ما في القطع الناقص، هي نفسها بغض النظر عن النقطة المحددة.

يتم إنتاج أصداء الضوء حين ينعكس الومضة الابتدائية من جسم مشرق سريع مثل مستعر من الغبار الكوني المتداخل الذي قد لا يرتبط بمصدر الضوء. يصل الضوء من الومضة الأولية إلى المشاهد أولاً، بينما يبدأ الضوء المنعكس من الغبار أو الأشياء الأخرى بين المصدر والمشاهد في الوصول بعد فترة وجيزة. ولأن هذا الضوء قد سافر إلى الأمام بعيدًا عن النجم، فإنه ينتج الوهم عن صدى يتوسع بسرعة أكبر من سرعة الضوء.
في الرسم التوضيحي الأول أعلاه، ينبعث الضوء التالي لمسار A من المصدر الأصلي ويصل إلى المراقب أولاً. ينعكس الضوء الذي يتبع المسار B على جزء من سحابة الغاز عند نقطة ما بين المصدر والمراقب، وينعكس الضوء التالي لمسير C على جزء من سحابة الغاز عموديًا على المسار المباشر. على الرغم من أن الضوء الذي يتبع المسارين B و C يبدو أنهما يأتيان من نفس النقطة في السماء إلى الراصد، فإن B هي في الواقع أقرب إلى حد كبير. ونتيجة لذلك، يظهر الصدى للمراقب للتوسع بمعدل أسرع من سرعة الضوء.
جميع الأشعة الضوئية المنعكسة التي تنشأ من الفلاش وتصل إلى الأرض سوية، سارت على نفس المسافة. عندما تنعكس أشعة الضوء، فإن المسارات الممكنة بين المصدر والأرض التي تصل في نفس الوقت تقابل الانعكاسات على الاسطح الناقصة، مع أصل الفلاش والأرض كمنظرتين (انظر الرسم المتحرك إلى اليمين) . هذا السطح الناقص يتوسع بشكل طبيعي مع مرور الوقت.

## أمثلة

### V838 مونوسيروتيس

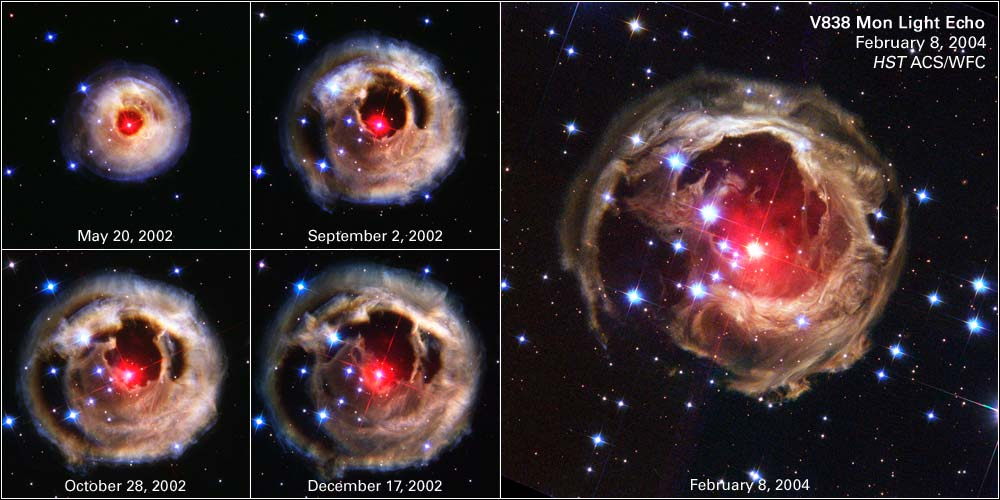
صور توضح توسع صدى الضوء لـ V838 مونوسيروتيس. وكالة ناسا / وكالة الفضاء الأوروبية.

شهد النجم المتغير V838 مونوسيروتيس فورة كبيرة في عام 2002 كما لاحظها تليسكوب هابل الفضائي. وثبتت هذه المفاجأة على المراقبين عندما بدا أن الجسم يتوسع بمعدل يفوق بكثير سرعة الضوء حيث أنه نما من حجم بصري ظاهر يتراوح من 4 إلى 7 سنوات ضوئية في غضون أشهر.

### المستعر الاعظم
باستخدام أصداء الضوء، من الممكن في بعض الأحيان رؤية الانعكاسات الباهتة للمستعرات الأعظمية السابقة. يحسب علماء الفلك السطح الناقص الذي يحتوي على الأرض وبقايا المستعرات الأعظمية في نقاط الاتصال الخاصة به من أجل تحديد موقع السحب من الغبار والغاز عند حدودها. يمكن تحديد الهوية باستخدام مقارنات شاقة للصور التي تم التقاطها على مدى أشهر أو سنوات، وتحديد التغيرات في الضوء الذي يمتد عبر الوسط البينجمي. من خلال تحليل أطياف الضوء المنعكس، يستطيع علماء الفلك تمييز التوقيعات الكيميائية للمستعرات الأعظمية التي يصل ضوءها إلى الأرض قبل اختراع التلسكوب بوقت طويل، ويقارن الانفجار ببقاياه، التي قد تكون قرونًا أو آلاف السنين. المثال الأول المسجل لمثل هذا الصدى كان عام 1936، لكن لم تتم دراسته بالتفصيل.
مثال على ذلك مستعر أعظم 1987A، وهو أقرب مستعر أعظم في العصر الحديث. ساعدت أصداء الضوء في رسم خريطة مورفولوجية المناطق المجاورة مباشرة وكذلك في تحديد سُحُب الغبار التي تقع بعيدًا عن الأرض ولكنها قريبة من خط الرؤية من الأرض.
مثال آخر هو المستعر الأعظم 1572 الملاحظ على الأرض في 1572، حيث في عام 2008، شوهدت أصداء الضوء الخافتة على الغبار في الجزء الشمالي من درب التبانة.
كما تم استخدام أصداء الضوء لدراسة المستعر الأعظم الذي أنتج بقايا المستعر الأعظم ذات الكرسي A. وكان الضوء من ذات الكرسي A مرئيًا على الأرض حوالي عام 1660، ولكنه لم يلاحظه أحد، ربما بسبب غبار حجب الرؤية المباشرة. تسمح التأملات من اتجاهات مختلفة لعلماء الفلك بتحديد ما إذا كانت المستعرات الأعظمية غير متماثلة وأشرقت في بعض الاتجاهات أكثر من غيرها. ويشتبه في أن سلف ذات الكرسي A غير متماثل، وأن النظر إلى أصداء الضوء في Cassiopeia A سمح بالكشف الأول عن عدم اتساق المستعرات الأعظمية في عام 2010.

## انظر ايضًا
- إشعاع شيرينكوف
- علم الجميع